# Relay〜杜の詩
「Relay〜杜の詩」（リレー〜もりのうた）は、サザンオールスターズの楽曲。自身の6作目の配信シングルとして、タイシタレーベル / SPEEDSTAR RECORDSからダウンロード配信・ストリーミングで2023年9月18日に発売された。

## 背景・リリース
本楽曲は2023年9月2日に桑田のラジオ番組『桑田佳祐のやさしい夜遊び』（TOKYO FM）にて初めて発表された。また、本作と「盆ギリ恋歌」「歌えニッポンの空」は共通したテーマを持つ三部作であるとメディアでは語られている。これらの楽曲はいずれも茅ヶ崎やレコーディングで通う東京・青山をテーマとしたものであり、鍵となる言葉として"ふるさと"がモチーフに取り入れられている。

## プロモーション
2023年9月7日より、全国のユニクロ店舗にて9月18日からのテレビ放映開始に先駆けてCMを公開、さらに店内では本楽曲のフルバージョンを発売前に試聴することができた。
東京都内のJR東日本の各駅では2023年10月13日まで、スペシャル企画として山手線、中央線（中央線快速）、総武線各駅停車17駅の広告ボードに合計20面、デザインがそれぞれ異なる本楽曲のオリジナルポスター歌詞ボードをリレーする形で掲示、ポスター画像にはミュージック・ビデオの撮影を実施した日に撮り下ろしされたポートレートが掲示された。

### テレビ披露
| 放送日        | 番組名                                                                                   | 放送局             | 披露曲 | 出典          |
| ------------- | ---------------------------------------------------------------------------------------- | ------------------ | --- | ------------- |
| 2023年9月28日 | NHK MUSIC SPECIAL サザンオールスターズ特別番組～45周年経っても“馬鹿でごめんよ”           | NHK                | 「Relay〜杜の詩」 「チャコの海岸物語」 「東京VICTORY」 「太陽は罪な奴」 「希望の轍」 「Oh! クラウディア」 「勝手にシンドバッド」 「Big Star Blues (ビッグスターの悲劇)」 「Moon Light Lover」 「LOVE AFFAIR 〜秘密のデート」 「歌えニッポンの空」 「盆ギリ恋歌」 | [ 10 ]        |
| 2024年3月3日  | NHK MUSIC SPECIAL サザンオールスターズ～シン・ニッポンの"馬鹿でごめんよ"ライブSP完全版～ | NHK                | 「Relay〜杜の詩」 「Big Star Blues (ビッグスターの悲劇)」 「チャコの海岸物語」 「白い色は恋人の色」（ベッツイ&クリス） 「東京VICTORY」 「My Foreplay Music」 「Moon Light Lover」 「涙のキッス」 「栄光の男」 「OH!! SUMMER QUEEN 〜夏の女王様〜」 「歌えニッポンの空」 「盆ギリ恋歌」 「太陽は罪な奴」 「真夏の果実」 「希望の轍」 「勝手にシンドバッド」 「LOVE AFFAIR 〜秘密のデート」 「Oh! クラウディア」 | [ 11 ] [ 12 ] |
| 2024年4月6日  | NHK MUSIC SPECIAL サザンオールスターズ～シン・ニッポンの"馬鹿でごめんよ"ライブSP完全版～ | NHK BSプレミアム4K | 「Relay〜杜の詩」 「Big Star Blues (ビッグスターの悲劇)」 「チャコの海岸物語」 「白い色は恋人の色」（ベッツイ&クリス） 「東京VICTORY」 「My Foreplay Music」 「Moon Light Lover」 「涙のキッス」 「栄光の男」 「OH!! SUMMER QUEEN 〜夏の女王様〜」 「歌えニッポンの空」 「盆ギリ恋歌」 「太陽は罪な奴」 「真夏の果実」 「希望の轍」 「勝手にシンドバッド」 「LOVE AFFAIR 〜秘密のデート」 「Oh! クラウディア」 | [ 11 ] [ 12 ] |

## チャート成績
2023年9月27日付のオリコン週間デジタルランキングで初週2.3万DLを売り上げて、初登場1位にランクインした。
同日付のBillboard JAPANダウンロード・ソング・チャート“Download Songs"でも2.1万DLで1位にランクインしている。

## 収録曲

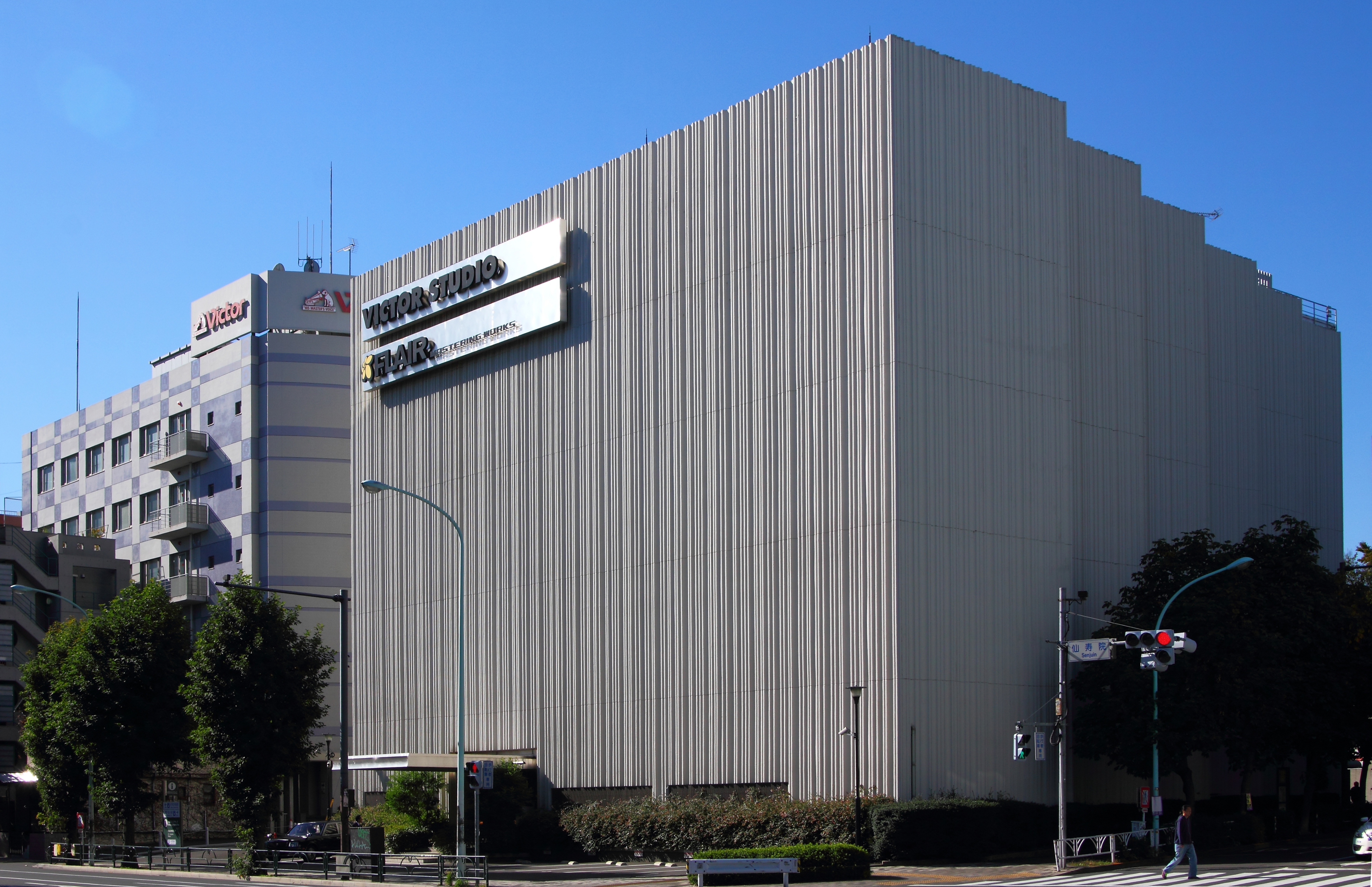
サザンの大半の楽曲のレコーディングが行われるビクタースタジオ。

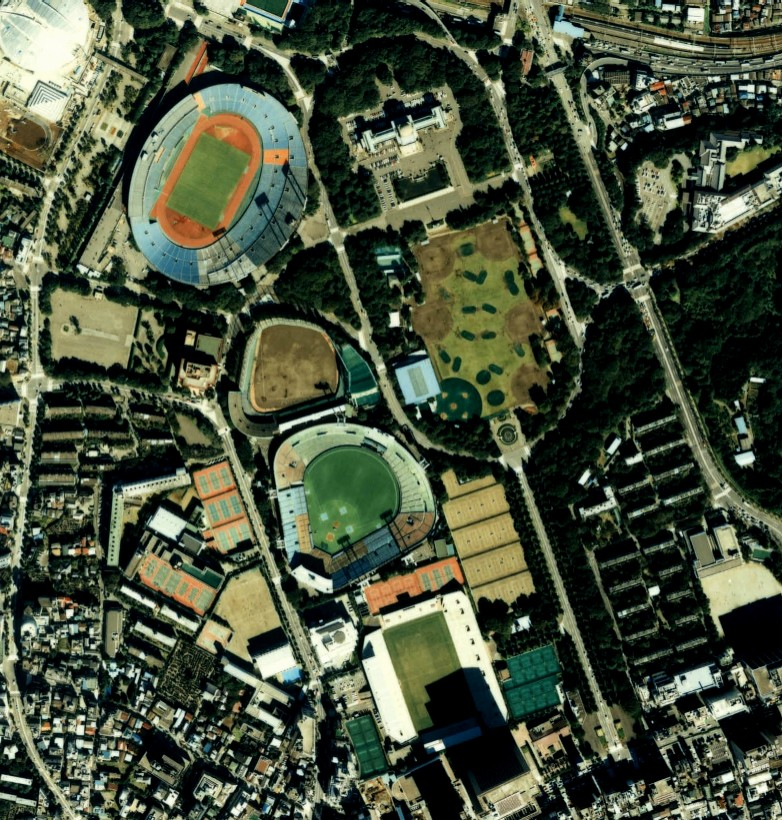
明治神宮外苑近辺の航空写真。1989年度撮影。

1. Relay〜杜の詩
（作詞・作曲：桑田佳祐 / 編曲：サザンオールスターズ & 片山敦夫）[13]
桑田出演[注釈 2]のユニクロ 「Life Wear/ヒートテック しあわせって今日のことだ編、スノードーム編[7][8][14][15]、 愛は熱編[注釈 3]」CMソング。
2023年に発表された楽曲の中では最初に制作が開始されており、サザンおよび桑田自身がレコーディングに使用している青山ビクタースタジオに近い明治神宮外苑の再開発計画に対する問題提起を歌った楽曲となっている[17][18]。桑田は自身が無神論者であり[注釈 4]、且つ右でも左でもない旨を語った上で[注釈 5][27]、明治神宮外苑をレコーディングの合間の散歩やジョギングのコースにしていることを公言しており、45年間通ってきたゆえに街並みや木々への愛着を持っている旨を語っている[13][18][27]。同年の4月に坂本龍一の訃報が報じられたことを受けて、様々な報道を通して再開発計画を知り、身近な問題として受け止めて制作された。もっとも桑田は計画に頭ごなしに反対していたわけではなく、土地所有者及び街を良くしようとする人々の思いや、それぞれの様々な事情・立場、メリット・デメリットなどを多角的に調べた上で作詞をしており、歌詞そのものも大事な土地をそのままにすることは主唱せず、意見のキャッチボールを目的とする内容となっている[13][18][28]。桑田はリリース直後のインタビューの中で「（計画に）賛成とか反対とかじゃなくて、みんなで意見のキャッチボールが出来るようなキッカケの曲になればというのが僕の思いだった。少しでもコミュニケーションが出来て、議論が深まってくれればいいなと」といったコメントをしている[28]。なお、作詞をするにあたり桑田が最初に口ずさんだフレーズは1番サビの「馬鹿でごめんよ」だった[28]。このような内容ゆえに「何らかの誤解やハレーションを起こすかもしれない」と思った桑田は曲を完成させる前に、「こんな曲を書こうと思う」という自分の意志を短い文章にまとめてスタッフに送ったことを語っている[28]。BARKSによる記事では「“穏やかな対話、コミュニケーション”の大切さを歌っている」「静謐でありながらドラマチックなサウンドに大切な場所への愛と、未来への憂い、そして、人々がお互いを慮り対話を行うことへの切なる願いが込められたバラッドだ」と解説されている[1]。
先述の通り2023年9月2日放送の『桑田佳祐のやさしい夜遊び』で初めて音源が解禁された[4]。このオンエアをきっかけに本楽曲のことが瞬く間にSNSやメディアにより拡散や報道され、「異例の大反響」と評されるほどの話題になり、リスナー、読者、視聴者の中での議論が活発化した[29]。当時の時点では同番組のみでしか聴くことができなかった本楽曲に対してリスナーから「早く楽曲を聴きたい」といった声がSNS上などで殺到、それを受けて9月11日0時から全国のラジオ局で本楽曲のオンエアが開始された[30]。
9月6日にはデビュー45周年特別サイトで、本楽曲に対する桑田の想いを紐解く特別コラムを公開した[13][18]。
9月20日0時には本楽曲のミュージック・ビデオ (MV) がサザンオールスターズ公式YouTubeチャンネルで公開された[31]。
Apple Musicではドルビーアトモスによる空間オーディオ版が配信されており、サザンおよび桑田佳祐としては初の空間オーディオ配信となる[31][32]。
『茅ヶ崎ライブ2023』では2023年の三部作の中で唯一生演奏されなかったが、終演時のエンドロールとして用いられた[33]。

## 収録アルバム
| 曲名          | 作品名            |
| ------------- | ----------------- |
| Relay〜杜の詩 | THANK YOU SO MUCH |